# Lycaugesia rubribasis
Lycaugesia rubribasis là một loài bướm đêm trong họ Noctuidae.